# Shinichi Morishita
Shinichi Morishita, född 28 december 1960 i Shizuoka prefektur, Japan, är en japansk tidigare fotbollsspelare.